# Liste der Baudenkmale in Kaikoura
Die Liste der Baudenkmale in Kaikoura umfasst alle vom New Zealand Historic Places Trust (NZHPT) als „Historic Place“ oder „Historic Area“ eingestuften Baudenkmale und Flächendenkmale der neuseeländischen Ortschaft Kaikoura. Die Angaben stammen aus dem Register des NZHPT. Die Bezeichnungen der Baudenkmale orientieren sich an diesem Register. In die Liste werden auch bekannte Wahi Tapu (Area), kulturell und religiös bedeutsame Stätten und Gebiete der Māori, aufgenommen. Sie werden jedoch meist nicht publiziert.

| Bild                             | Bezeichnung                                      | Ort             | Anschrift                                                              | Beschreibung                                                            | Bauzeit         | Eintrag            | Nummer | Kat. |
| -------------------------------- | ------------------------------------------------ | --------------- | ---------------------------------------------------------------------- | ----------------------------------------------------------------------- | --------------- | ------------------ | ------ | ---- |
| weitere Bilder                   | Fyffe House                                      | Kaikoura        | 62 Avoca Street Karte                                                  | Wohnhaus, heute Museum                                                  | 1840 (ab)       | 15. Februar 1990   | 0238   | 1    |
| Collins' Bakery Complex (Former) | Collins' Bakery Complex (Former)                 | Kaikoura        | 49 Torquay Street Karte                                                | Bäckerei, ehemalige                                                     | 1905            | 15. Dezember 2006  | 1456   | 2    |
| weitere Bilder                   | House                                            | Kaikoura        | 12 Torquay Street Karte                                                | Wohnhaus                                                                | 1905            | 25. August 2006    | 1457   | 2    |
| weitere Bilder                   | St James Anglican Church (Former) and Churchyard | Kaikoura        | 252 Red Swamp Road, Kowhai Karte                                       | Kirche, anglikanische und Kirchhof                                      | 1905            | 25. September 2006 | 1462   | 2    |
| BW                               | Pine Terrace                                     | Kaikoura        | 620 Main North Road (State Highway 1, auch Kincaid Road), Hapuku Karte | Wohnhaus                                                                | 1875            | 30. Juni 2006      | 2913   | 2    |
| weitere Bilder                   | Post Office Complex (Former)                     | Kaikoura        | 1 Torquay Street und Killarney Street Karte                            | Postamt, ehemaliges                                                     | 1893            | 15. Dezember 2006  | 2914   | 2    |
| BW                               | Takahanga                                        | Kaikoura        | Takahanga Place Karte                                                  | Standort eines ehemaligen Pā, NZ Archaeological Association Site O31/63 | n.a.            | 2. Juni 1994       | 5962   | 2    |
| weitere Bilder                   | The Elms Farm Complex (Former)                   | Kaikoura        | Main South Road, Peketa Karte                                          | Gebäudekomplex einer Farm                                               | 1875, 1890      | 11. Mai 2007       | 7693   | 2    |
| BW                               | Kekerengu Station Buildings (Former)             | Kaikoura (nähe) | Kekerengu Road, Kekerengu Karte                                        | Gebäude einer Farm                                                      | 1865–1966       | 22. Juni 2007      | 7713   | 2    |
| weitere Bilder                   | St Paul's Presbyterian Church Complex            | Kaikoura        | 11 Deal Street und 104 West End Karte                                  | Kirche, presbyterianische                                               | 1878–1879, 1912 | 22. Juni 2007      | 7714   | 2    |
| BW                               | Fyffe Historic Area                              | Kaikoura        | Avoca Point Karte                                                      | verschiedene Anzeichen menschlicher Besiedlung über die Zeiten          | n.a.            | 30. Juni 1998      | 7430   | HA   |
| BW                               | Wai o puka                                       | Kaikoura        | 62 Avoca Street Karte                                                  | für die Māori bedeutsamer Platz                                         | n.a.            | 21. Juni 2007      | 7702   | WT   |